# Giải FFCC cho phim hay nhất
Giải FFCC cho phim hay nhất là một trong các giải của FFCC dành cho phim được bầu chọn là hay nhất trong năm. Giải này được lập từ năm 1996.

## Các phim đoạt giải

### Thập niên 1990
| Năm  | Phim                | Đạo diễn             |
| ---- | ------------------- | -------------------- |
| 1996 | Fargo               | Joel Coen            |
| 1997 | Titanic             | James Cameron        |
| 1998 | Shakespeare in Love | John Madden          |
| 1999 | Magnolia            | Paul Thomas Anderson |

### Thập niên 2000
| Năm  | Phim                                          | Đạo diễn           |
| ---- | --------------------------------------------- | ------------------ |
| 2000 | Traffic                                       | Steven Soderbergh  |
| 2001 | Amélie (Le fabuleux destin d'Amélie Poulain)  | Jean-Pierre Jeunet |
| 2002 | Adaptation.                                   | Spike Jonze        |
| 2003 | The Lord of the Rings: The Return of the King | Peter Jackson      |
| 2004 | Sideways                                      | Alexander Payne    |
| 2005 | Brokeback Mountain                            | Ang Lee            |
| 2006 | The Departed                                  | Martin Scorsese    |
| 2007 | No Country for Old Men                        | Ethan & Joel Coen  |
| 2008 | Slumdog Millionaire                           | Danny Boyle        |

Bản mẫu:FFCC Awards Chron